# Emojli
emojli是一个智能手机平台上的社交软件，有iOS版本和安卓版本。这个社交软件的特点是用户只能使用emoji进行交流，无法输入日常使用的文字，用户名也只能够使用emoji。该软件现已停止开发，不再提供服务，并删除了所有帐号。

## 开发历程
emojli的开发者是汤姆·斯科特和马修·格雷，其中前端由汤姆·斯科特使用PHP和MySQL编写，后端由马修·格雷使用HTML、层叠样式表和JavaScript设计。最初他们两人是受到了Yo这个软件的启发，抱着开玩笑的心态在空闲时间开发了这个软件，历时一个多月，并于2014年8月29日将这个移动应用程序上架到苹果App Store。安卓版本则于2015年1月30日开发完成。
后来他们发现虽然有六万多名用户下载并使用了emojli，但是大部分人只是抱着玩一玩的心态下载试用，很少有人真正用它来进行社交活动，再加上开发者汤姆·斯科特和马修·格雷本来也就是以开玩笑为目的开发了这款软件，所以他们觉得为这么一款软件支付高昂维护费用并不值得，便于2015年7月30日停止了emojli的发布和维护，并删除了所有的用户数据。